# Aref Al-Haj
Arif Haitham Arif Al-Hajj, nacido el 28 de mayo de 2001, es un jugador de fútbol jordano profesional que juega como extremo en el Al-Hussein Sports Club de la Liga Profesional de Jordania y en la selección nacional de Jordania .

## Carrera del club

### Al-Saree
Nacido en Irbid, Aref es un producto juvenil de Al-Saree.

#### Jabal Al-Mukaber (cedido)
ras ascender al primer equipo del Al-Sarih Club, fue cedido al club palestino Jabal Al-Mukaber, donde se convirtió en uno de los principales contribuyentes a su victoria en el título de la Premier League de Cisjordania en 2023.

#### Al-Faisaly (cedido)
Clubes jordanos como Al-Wehdat y Al-Hussein mostraron su interés en Arif Al-Hajj, después de que Al-Sarih descendiera de la primera división jordana. Sin embargo, el 12 de julio de 2023, Arif Al-Hajj firmó un contrato de cesión por una temporada con Al-Faisaly SC.
Contribuyó a la primera victoria del Al-Faisaly Liga de Campeones de la AFC gana, anotando un gol en el minuto 85 contra Al-Sadd.
Aref Al-Haj terminó cedido con 9 goles y 10 asistencias.

### Al-Hussein
El 16 de julio de 2024, Aref Al-Haj firmó un contrato permanente con Al-Hussein SC.

## Carrera internacional
Al-Hajj fue un jugador internacional juvenil de Jordania , habiendo representado a la selección nacional sub-23 de Jordania en la Copa AFC Sub-23 de 2024 celebrada en Qatar . En diciembre de 2023.
Arif Al-Hajj es descrito como un jugador alto y ágil, con un control excepcional del balón, pies impresionantes, gran ojo para el pase y una gran capacidad de remate. Es capaz de jugar en un rol avanzado por la derecha, detrás del delantero central o como parte de una doble línea de ataque. 

## Estadísticas de carrera

### Club
Última actualización el 8 de agosto de 2024.
| Club       | Temporada        | Liga                     | Liga         | Liga      | Copa[lower-alpha 1] | Copa[lower-alpha 1] | Copa de la Liga[lower-alpha 2] | Copa de la Liga[lower-alpha 2] | Continental[lower-alpha 3] | Continental[lower-alpha 3] | Total        | Total     |
| Club       | Temporada        | División                 | Aplicaciones | Objetivos | Aplicaciones        | Objetivos           | Aplicaciones                   | Objetivos                      | Aplicaciones               | Objetivos                  | Aplicaciones | Objetivos |
| ---------- | ---------------- | ------------------------ | ------------ | --------- | ------------------- | ------------------- | ------------------------------ | ------------------------------ | -------------------------- | -------------------------- | ------------ | --------- |
| Al-Faisaly | 2023–24          | Liga Profesional Jordana | 0            | 0         | 0                   | 0                   | 0                              | 0                              | 0                          | 0                          | 0            | 0         |
| Al-Faisaly | Total            | Total                    | 0            | 0         | 0                   | 0                   | 0                              | 0                              | 0                          | 0                          | 0            | 0         |
| Al-Hussein | 2024–25          | Liga Profesional Jordana | 0            | 0         | 0                   | 0                   | 0                              | 0                              | 0                          | 0                          | 0            | 0         |
| Al-Hussein | Total de carrera | Total de carrera         | 0            | 0         | 0                   | 0                   | 0                              | 0                              | 0                          | 0                          | 0            | 0         |

## Honores
Jabal Al-Mukaber
- Premier League de Cisjordania: 2022-23

Al-Faisaly
- - Copa Escudo de Jordania : 2023